# Episodi di Sangue caldo
Gli episodi della serie televisiva Sangue caldo vennero trasmessi in prima visione su Canale 5 nel 2011.
| nº | Titolo           | Prima TV Italia   |
| -- | ---------------- | ----------------- |
| 1  | Primo episodio   | 9 settembre 2011  |
| 2  | Secondo episodio | 16 settembre 2011 |
| 3  | Terzo episodio   | 23 settembre 2011 |
| 4  | Quarto episodio  | 30 settembre 2011 |
| 5  | Quinto episodio  | 7 ottobre 2011    |
| 6  | Sesto episodio   | 14 ottobre 2011   |

## Primo episodio
La vicenda si svolge negli anni tra il 1958 e il 1967 a Roma. Arturo, detto il "Mister" è un rapinatore che si è innamorato della giovane prostituta Anna Rosi. L'uomo le promette di sposarla, ma dopo aver messo in atto un ultimo fantastico colpo: rubare duecento milioni di lire da una banca. Anna accetta, ma solo dopo aver confessato ad Arturo l'esistenza dei suoi due figli, Antonia e Sergio. Il colpo non va a buon fine: la polizia uccide uno dei complici di "Mister" e ne arresta un altro, Silver mentre lui si salva e scappa con i soldi. Gianni Fontana, autista dei rapinatori, vuole mettere le mani sui soldi della rapina per estinguere il debito che lui e il fidanzato Riccardo Bossi devono saldare con uno strozzino detto "Bellafaccia", che lavora per il boss mafioso Vito Cirasola. Arturo nasconde i soldi in un'auto, che affida ad Anna con l'incarico di portare i soldi in Svizzera: saranno il loro futuro. Riccardo Bossi pedina Arturo e, dopo aver scoperto dove alloggia l'uomo, avverte il fidanzato. Gianni sorprende "Mister" a casa sua e lo uccide a sangue freddo, senza essere venuto a conoscenza del nascondiglio dei soldi, ma solo che sono in possesso di una certa Anna. Il commissario Malaspina, incaricato di seguire le indagini, porta al commissariato Anna, che prima di essere portata via consegna le chiavi della sua auto a Loretta, amica e collega della donna. Sarà proprio Loretta a portare in salvo i soldi. Malaspina spreme Anna per ottenere informazioni su Arturo, ma viene rilascia quando si scopre che l'uomo è morto assassinato. Gianni si reca al bordello per trovare Anna: Ciacià, una prostituta invidiosa, si finge Anna, ma venendo minacciata e poi picchiata rivela la sua vera identità e promette a Gianni di scoprire dove si trovi Anna. La donna ha raggiunto Loretta con i suoi figli, Sergio e Antonia e il piccolo Enea, figlio di Loretta. Ciacià è costretta a rivelare a Fontana dove si trova Anna e l'uomo si finge invaghito di lei per ottenere la potestà sui suoi figli e sposarla. Anna su consiglio di Loretta sposa Gianni. Proprio il giorno del matrimonio CiaCiá cerca di spiegare le vere intenzioni dell'uomo, ma, non essendo creduta, viene cacciata da Loretta. La notte di nozze si rivela un inferno: Gianni, avendo ottenuto la potestà sui figli di Anna, la ricatta: se non gli darà i soldi della rapina, le porterà via i figli. Anche il suo amante Riccardo tiene in ostaggio la donna.
- Ascolti: 3 733 000 telespettatori - 17,48%[1]

## Secondo episodio
Anna viene tenuta prigioniera da Gianni e Riccardo, ma riesce a liberarsi e ad avvisare telefonicamente Loretta, dicendole di scappare con i figli e di tenerli al sicuro lontano da Gianni. La donna, scambiandolo per Gianni, mentre è a letto prende a rasoiate Riccardo Bossi amante di Fontana, che prima di morire le spara, ferendola ad una spalla. Fontana, tornato a casa, trova l'amante morto e, preso dall'ira, spara quattro colpi alla schiena ad Anna, uccidendola.
Loretta scappa a Roma con i bambini. I quattro si nascondono a casa di Ciacià.
Gianni fa credere a tutti che Anna fosse stata l'amante di Riccardo Bossi e che i due, in una lite per motivi passionali, si fossero uccisi a vicenda. Loretta e Ciacià dopo aver scoperto che Anna è stata assassinata decidono di scappare in Svizzera, per garantire un futuro ai bambini. Ninetto, fidanzato di Ciacià, si offre di nascondere Antonia e Sergio nel suo camion per passare la frontiera. In realtà è d'accordo con Bellafaccia e il boss Cirasola che vogliono i bambini per arrivare ai duecento milioni di lire della rapina. Antonia riconosce il Bellafaccia dalla cicatrice che ha in volto e scappa insieme a Sergio. Malaspina continua a indagare sulla morte di Anna e sospetta di Fontana. Antonia e Sergio riescono a nascondersi in un fienile, ma vengono ritrovati e riconsegnati proprio al patrigno. Bellafaccia torna a minacciare Fontana per avere i soldi e così l'uomo vende Sergio ad un delinquente di nome Igor che sfrutta i bambini costringendoli a rubare.
Loretta viene trovata da Fontana che minaccia di uccidere Ciacià se non gli riveleranno dove sono i soldi della rapina. Il piccolo Enea però tramortisce Gianni colpendolo alle spalle e Loretta lo consegna a Malaspina che lo arresta. Il commissario, insieme alla moglie Claudia, prende Antonia sotto la sua tutela e intima a Loretta di non avvicinarsi a lei.
Loretta e Ciacià, decise a ritrovare i figli di Anna ricominciano a prostituirsi, nel tentativo di guadagnare il denaro per pagare un avvocato. Passano gli anni, Enea diventa forte e robusto, tanto da difendere CiaCià dai mafiosi che vengono a reclamare il pizzo e viene notato da Sarracino, che mette gli occhi su di lui. Sergio è diventato un esperto nel rubare e decide di cercare la sorella. Antonia diventa un'ottima ricamatrice. Uscita dal suo collegio, Antonia si stabilisce a casa dei Malaspina. Claudia le trova un lavoro come ricamatrice presso la celebre stilista Emma Fiele. Mauro si rende conto di essere attratto da Antonia, e anche Claudia se ne accorge.
- Ascolti: 3 633 000 telespettatori - 16,48%[2]

## Terzo episodio
Claudia ha ben intuito l'ossessione di suo marito per Antonia, tanto da mandarla per un fine settimana presso una famiglia di nobili origini per cucire vari abiti, e, anche per tenerla lontano dal commissario Malaspina e passare il suo anniversario di matrimonio tranquillamente. Antonia vuole scoprire al più presto dove si trovano i suoi fratelli e chiede l'aiuto del commissario, ma lui ha ben altre idee in mente: invece di trovare i fratelli, pur avendo avuto qualche notizia, li tiene sempre più lontano perché non vuole che la ragazza se ne vada via da casa, dato che è ormai innamorato di lei. In ogni caso anche Sergio sembra avere la stessa idea della ragazza: infatti parte da quell'orribile posto per andare a Roma, dove sospetta che ci sia anche sua sorella. Nel frattempo, la povera Loretta, amica della defunta Anna Rosi, è stata arrestata per il furto che l'ha resa complice insieme a Ciacià, ed il figlio Enea farà di tutto per farla uscire dalla galera, a costo di diventare un pugile, offerta propostagli da un uomo che se ne intende, fidanzato della bellissima Matilde, di cui Enea s'innamora. Invece l'assassino Gianni Fontana, colpevole della morte della madre dei due fratelli, vuole uscire dal carcere per completare la sua missione: uccidere Antonia e Sergio. Parlando sempre di Antonia, la ragazza mandata da Claudia nella nobile villa, sembra essersi innamorata del bell'avvocato Manuele ma, a villa Cipriani, incontra pure una sua vecchia amica e compagna del collegio (Valentina). Tornata a casa, Antonia, accompagnata da Manuele, assiste a quello che sembra un terribile incidente: Claudia, stufa delle continue bugie del marito, ha intenzione di dire tutto ad Antonia, ovvero che suo marito l'ha spiata mentre si faceva la doccia, delle cartoline di uno dei suoi fratelli dal commissario bruciate e della sua ossessione per lei. Mentre la donna corre per le scale, il commissario la blocca per fermarla e nella lotta lei si trova a penzolare dalla ringhiera aggrappata solo alla mano del marito, che, in un attimo di follia, molla la presa lasciandola cadere nella tromba; nel momento in cui si schianta al suolo, Antonia entra nel palazzo, e non avendo intuito quello che era appena successo, vede tutto come un fatale e terribile incidente.
- Ascolti: 4 315 000 telespettatori - 18,75%[3]

## Quarto episodio
Alla fine del terzo episodio si assiste alla tragica morte di Claudia: la donna aveva scoperto la profonda infatuazione del marito, il commissario Mauro Malaspina, nei confronti di Antonia. Al culmine della frustrazione, Claudia ha affrontato il coniuge e nella colluttazione che ne è seguita la donna è precipitata dalle scale: Malaspina l'ha lasciata cadere e Claudia è morta.
Antonia è distrutta dal dolore per la perdita di quella che considerava come una seconda madre e decide di restare al fianco del commissario per aiutarlo a superare il lutto. Nel frattempo, però, la ragazza frequenta sempre più spesso l'avvocato Manuele: il giovane sta seguendo il suo caso e i due si scoprono innamorati. Il loro avvicinamento scatena la gelosia di Malaspina, sempre più ossessionato da Antonia.
Intanto, anche Enea e Matilde sono travolti dalla passione, mentre Sergio finisce in ospedale a causa di un'infezione al braccio.
In tutto questo, Gianni Fontana evade dal carcere e cerca di chiudere i conti con il passato, uccidendo Ciacià e i sicari di Bellafaccia, che lo avevano aiutato nella fuga. Nel frattempo Enea viene scoperto dal fidanzato di Matilde, che lo costringe a partecipare ad un incontro di boxe, dove viene notato da Gianni Fontana dopo numerosi anni. Dopo l'incontro lui e Matilde vengono rapiti dalla banda mafiosa in cui militava per tornaconto, cosicché Matilde viene molestata e ferita con uno sparo dal suo fidanzato. A quel punto Enea interviene ed uccide tutti gli scagnozzi, compreso l'autista, ritrovandosi poi faccia a faccia con il boss, che tenta di aprire il fuoco ma viene sparato da Matilde prima di poter eliminare Enea. Purtroppo Matilde, dopo un ultimo sguardo toccante verso il ragazzo, si spara uccidendosi. Intanto Enea, chiusi i conti con la malavita organizzata, si reca a cercare suo fratello Sergio, ma questi, braccato da Malaspina in quanto senza documenti, riesce a fuggire con Franca una ragazza che lo aiuterà molto, prima di essere scovato. Enea viene così bloccato dal commissario, svelandogli di conoscerlo fin da quando era bambino. Antonia viene sapere che i suoi fratelli sono tornati.
- Ascolti: 3 969 000 telespettatori - 16,60%[4]

## Quinto episodio
Antonia, compresa la vera natura di Malaspina, decide di rifugiarsi da Emma e riesce finalmente a ritrovare i suoi fratelli Sergio ed Enea, che arrivano giusto in tempo per salvarla da Malaspina che aveva intenzione di violentarla. Nel frattempo Fontana non si ferma davanti a niente e nessuno: prima uccide Loretta, poi elimina Malaspina, che si era messo d'accordo con lui.
L'accordo consisteva nell'eliminare Emma, Sergio ed Enea così che Malaspina poteva riprendersi Antonia e Fontana avrebbe avuto i soldi e sarebbe potuto scappare, ma visto che Fontana non credeva che Malaspina lo lasciasse libero una volta avuto i soldi lo elimina.
Sempre Fontana cerca di prendere il medaglione di Antonia, recandosi a casa sua e lasciandole due ferite da sparo, alla gamba e alla spalla. Per fortuna la ragazza si salva. Intanto Manuele, venuto a sapere della gravidanza di Valentina, decide di sposarla.
Enea, dopo aver saputo della morte della madre, vuol vendicare quest'ultima, cominciando a lavorare per Vito Cirasola, insieme al fratello Sergio. Emma, vuole saldare il conto che aveva con Cirasola, promettendogli di pagare il suo debito. In realtà Emma ha un piano: Andare da Cirasola, e ucciderlo dopo aver ricevuto le cambiali. Sergio decide di accompagnare la donna, sicuro che da sola non ce l'avrebbe fatta. Enea, arriva giusto in tempo per pagare le cambiali e risolvere tutto.
Sergio ed Enea, iniziano così a lavorare per Cirasola, frequentando discoteche dove si spaccia droga e alcool. Franca, non riconosce più il suo amato Sergio, e preoccupata decide di dire tutto ad Antonia, che dice ai ragazzi, che se continueranno a comportarsi così dovranno fare conto di non avere più una sorella; ma i due non si fermano davanti a niente, il loro unico scopo e trovare Gianni Fontana, e ammazzarlo per tutto il male che ha creato, sino ad ora.
- Ascolti: 4 122 000 telespettatori - 16,12%[5]

## Sesto episodio
Nell'ultimo episodio della fiction Antonia si sposa con il conte Umberto Cipriani, in modo che il titolo di contessa possa risollevare l'immagine della sartoria Fiele, la cui reputazione è stata distrutta da Valentina Valadier. Intanto Sergio ed Enea, che lavorano per Cirasola, cercano il criminale che ha ucciso le proprie madri per vendicarle, Gianni Fontana. Sergio allora decide di andare nell'hotel dove precedentemente aveva alloggiato il suo patrigno per cercare informazioni, lì gli danno il nome di un certo Lagerback, così Sergio va a casa sua dove viene accolto da una donna misteriosa, la vicina di Lagerback. Questa gli dice che il suo vicino al momento non è presente, per questo Sergio lascia il suo numero di telefono alla strana signora. Intanto Enea, che si droga per colpa di Bellafaccia, comincia a frequentare una ballerina che lavorava nella discoteca di Cirasola. Sergio è pronto a tutto pur di ritrovare Gianni Fontana, colui che nel corso del tempo ha ucciso moltissime persone senza pensarci due volte per arrivare al bottino della banca commerciale, svaligiata da Arturo La Paglia dieci anni prima. La donna gli dice che Lagerback è un uomo che prende molte precauzioni e che non si potranno incontrare subito.
Franca è preoccupata per la vita di Sergio che ha a che fare ancora con Cirasola e Bellafaccia che procura droga ad Enea. La ragazza quindi decide di incontrare Antonia e mentre sono in un ristorante Franca sviene. In seguito si scopre che la giovane è incinta di Sergio di ben due mesi e al ristorante stava per perdere il bambino. Il ragazzo commosso parla con la sorella Antonia, la quale gli dice di abbandonare gli affari con Cirasola. Sergio però non è convinto.
Torna a casa di Lagerback ma quella donna gli conferma nuovamente che egli prende sempre le dovute precauzioni. Sergio però non vuole aspettare e viene a sapere di un affare in diamanti che Lagerback vorrebbe concludere al posto di Cirasola, il boss per cui il giovane lavora. Sergio non teme Cirasola e decide di rubare il bottino al posto del boss, per darlo a Lagerback, in modo che quest'ultimo possa condurlo a Gianni Fontana. Enea è sempre più confuso a causa della droga che assume e mentre osserva danzare una ballerina del club dove lavora gli torna in mente la sua amata Matilde. A Sergio, nell'affare dei diamanti, si unisce anche Fefè, inizialmente un po' dubbioso poiché teme la vendetta di Cirasola per il quale anch'egli lavora. Sergio ruba i diamanti in questione ma Bellafaccia uccide Fefè in una cabina con un coltello appartenente a Sergio per incastrarlo. Sergio parte per alcuni giorni per Lugano dove dovrebbe incontrare Lagerback. Il ragazzo però scopre la verità: è tutta una falsa, Lagerback non esiste più perché è morto, era il marito della misteriosa donna, o meglio esiste, ma è lo stesso Gianni Fontana e la donna con cui Sergio ha sempre parlato è sua sorella. Fontana entra nell'hotel dove si trova Sergio, che tiene sotto la mira di una pistola con silenziatore la sorella dell'assassino. Fontana non bada a lei e l'ammazza senza pietà. Sergio non prevedeva questa mossa e Fontana, più svelto del ragazzo, gli spara un colpo in fronte. Antonia al telefono ascolta gli ultimi momenti di vita del fratello.
Enea per il dolore smette di drogarsi e accetta di collaborare con Antonia per vendicare tutte le persone uccise da Fontana. Enea, picchiandolo brutalmente, fa confessare a Bellafaccia l'omicidio di Fefè registrando la confessione che poi Antonia mostra a Manuele, per risollevare la reputazione del fratello, così Bellafaccia e Cirasola finiscono in carcere colpevoli dell'omicidio di Fefè. Manuele si occupa del caso di Antonia, ma i due vogliono cose diverse: Manuele, da onesto avvocato diventato magistrato, vuole Fontana in galera ma Antonia ed Enea vogliono ucciderlo. Mentre sono nello studio di Manuele i due si baciano essendo ancora innamorati. Manuele, in seguito all'arresto di Cirasola, lo interroga per cercare di ricavare informazioni su Fontana. L'uomo va da Antonia, i due pranzano insieme e Manuele le rivela che Fontana sta per tornare a Roma in quanto aveva un appuntamento con lo stesso Cirasola per i diamanti svizzeri. I due finiscono a letto insieme e Antonia riesce a trovare il fascicolo di Fontana nella valigetta di Manuele dove trova la foto di Antonio Michelangeli, in arte Lucrezia. Il padre di Umberto muore e l'uomo, al suo capezzale, promette di cambiare dopo la vita scellerata condotta fino ad allora. Antonia avverte Enea che Fontana sta per tornare a Roma e gli mostra la foto dell'uomo che era con Fontana in albergo quando è riuscito a scappare. Manuele va da Umberto, suo migliore amico, dopo aver saputo della morte del padre e qui Umberto gli confessa che il bambino che attende Valentina è in realtà suo e che era tutto un piano. Manuele lascia Valentina. Enea e Antonia cercano Fontana e ottengono varie informazioni dal travestito Lucrezia e da Cirasola stesso che collabora con la polizia per tendere un agguato a Fontana.
Egli, nel frattempo, ha cambiato nome e identità con l'intenzione di godersi i soldi cercati in tutti questi anni che ora grondano litri di sangue. Si trova in un albergo, non lontano però dalla vendetta dei due ragazzi.
I due si recano all'albergo dove alloggia Fontana. Enea incontra Fontana fuori dalla sua camera, egli tenta di scappare ma il ragazzo gli spara al polpaccio e lo porta nella camera affittata da Antonia. Lì, l'uomo viene picchiato a sangue e legato all'asta del letto con delle manette. Enea tiene la pistola alla ragazza che non riesce a sparargli nonostante le orribili cose commesse dall'uomo. Manuele scopre che Antonia ed Enea sono in quell'albergo intenzionati a uccidere Fontana. Antonia sta per sparare ma sente la voce di Manuele, l'uomo che ama, e quindi è Enea ad ucciderlo, ma non prima di avergli sottratto da una catenina al collo una chiave con i dati di una banca impressi sopra.
Il ragazzo è condannato a venticinque anni di carcere, ma dopo due riesce ad ottenere un permesso speciale, un giorno di libertà. Antonia va a prendere Enea, ma lì trova Manuele e le cose fra i due finiscono bene.
Enea, con la chiave presa a Fontana, si reca nella banca dove l'uomo ha nascosto i soldi. Il finale è molto particolare: la serie termina con Enea che ride dopo aver aperto la cassetta di sicurezza. Ride pensando ai soldi che, forse, sono al suo interno.
- Ascolti: 4 347 000 telespettatori - 17,43%[6]